# ISO 31
L'ISO 31 è lo standard più ampiamente rispettato per stile l'uso delle unità di misura e formule che lo coinvolgono, nei documenti scientifici ed educativi internazionali. Nella maggior parte dei paesi, le notazioni usate in manuali di scienza e di matematica alle scuole ed alle università seguono molto attentamente la guida di riferimento data dall'ISO 31.
Lo standard si divide in 14 parti:
- ISO 31-0: Principi generali;
- ISO 31-1: Spazio e tempo;
- ISO 31-2: Fenomeni periodici e relativi;
- ISO 31-3: Meccanica;
- ISO 31-4: Calore;
- ISO 31-5: Elettricità e magnetismo;
- ISO 31-6: Luce e radiazioni elettromagnetiche;
- ISO 31-7: Acustica;
- ISO 31-8: Chimica, fisica e fisica molecolare;
- ISO 31-9: Fisica atomica e nucleare;
- ISO 31-10: Reazioni nucleari e radiazioni ionizzanti;
- ISO 31-11: Segni e simboli matematici usati nelle scienze e nelle tecnologie fisiche;
- ISO 31-12: Numeri caratteristici;
- ISO 31-13: Fisica dei semiconduttori.

## Unificazione e integrazione con standard IEC
L'ISO 31 e lo standard IEC 60027 sono stati riveduti in cooperazione fra le organizzazioni ISO e IEC in maniera da essere integrati nell'unico standard ISO/IEC 80000.